# Constantin Kirchhoff
Pour les articles homonymes, voir Kirchhoff.
Constantin Sigismondovitch Kirchhoff (Константин Сигизмундович Кирхгоф) (né le 19 février 1764 à Teterow et mort le 4 février 1833 à Saint-Pétersbourg) est un chimiste russe qui a travaillé sur les sucres.

## Biographie
Constantin Kirchhoff devient directeur de la pharmacie centrale de Saint-Pétersbourg. Il entre, en 1812, dans l'Académie des sciences dans le domaine de la chimie. Il devient conseiller à la Cour du Tsar et chevalier de l'Ordre de Sainte-Anne.
En 1797, il découvre un procédé pour la production de cinabre (sulfure de mercure) par voie humide.
En 1812, il est le premier à transformer de l'amidon de pomme de terre par chauffage avec de l'acide sulfurique, en un sucre qui sera nommé glucose. Il théorise cette expérience d'hydrolyse de l'amidon catalysée par les acides en 1814.